# Pär Lindh
Pour les articles homonymes, voir Lindh.
Pär Lindh est le membre fondateur du groupe de rock progressif Pär Lindh Project. Il joue principalement du piano, du clavecin, de l'orgue d'église et de l'orgue Hammond, mais aussi de la batterie.

## Biographie
Il eut une longue carrière comme organiste d'église, pianiste de concert, claveciniste solo, etc. Durant les années 1977 et 1978, il fut membre des groupes Antenna Baroque et Vincebus Erupturn. À la suite de ces expériences, il choisit de quitter la scène rock. Il déménage alors en France pour continuer sa carrière solo. En 1989, il inaugure un nouveau chapitre de sa vie. Il décide de retourner en suède avec la ferme intention de revenir sur la scène.
En 1991, Pär Lindh et ses amis développent la Swedish Art Rock Society qui organisera des festivals. Ces évènements seront le point de bascule pour une toute nouvelle vague de « prog-rock » et de « art-rock » nord-européenne. Vers 1994, accompagné de Jocke Ramsell et Magdalena Hagberg, Pär Lindh enregistra son premier album, Gothic Impressions, sur le label Crimsonic.
Entre 1995 et 1999, Pär continua à travailler avec les musiciens Ramsell et Hagberg. Avec le concours de Nisse Bielfeld et Marcus Jäderholm, ils fondèrent le Pär Lindh Project. Ils publièrent un album intitulé Bilbo en 1996. Enregistrement librement inspiré de l'œuvre du romancier J. R. R. Tolkien et particulièrement de Bilbo le Hobbit. Au cours de la tournée qui suivit, le groupe Pär Lindh Project fut L'invité principal du Rio Art Rock Festival. Durant cette tournée, ils exécutèrent plusieurs prestations au Brésil et en Argentine. À la fin de 1997 sort l'album Mundus Incompertus.
Au cours de l'été 2000, Pär lindh continue au sein du trio, avec Magdalena et Nisse, pour enregistrer l'album Veni Vidi Vici. L'année 2002 fut marqué par l'arrêt de ses activités causés par la maladie, mais recommencèrent en 2004. Magdalena Hagberg meurt en 2007.
En 2009, Pär Lindh participa à la création d'un nouveau groupe avec des adolescents de la région, The Willburgers. Tout au long de 2010, il est impliqué dans la conception d'un autre album basé sur les écrits de J. R. R. Tolkien. Au début de l'année 2011 paraît l'album Time Mirror.

## Auteurs
- (en) Cet article est partiellement ou en totalité issu de l’article de Wikipédia en anglais intitulé « Pär Lindh » (voir la liste des auteurs).